# Mont Luofu
Le mont Luofu (chinois simplifié : 罗浮山 ; chinois traditionnel : 羅浮山 ; pinyin : luó fú shān) est une montagne sacrée chinoise située dans le sud du pays.

## Géographie
Le mont Luofu est situé dans le xian de Boluo, dans la province du Guangdong, sur la berge nord du fleuve Dong. Son point culminant est le sommet Feiyun (1 296 m).

## Montagne sacrée
Bien qu'elle ne fasse partie ni des cinq montagnes sacrées, ni des quatre monts bouddhistes, c'est l'une des terres d'immortalité du taoïsme et plusieurs personnages religieux y auraient résidé, comme le taoïste Ge Hong ou le patriarche du Chan Sengcan.